# Air Asam
Air Asam is een bestuurslaag in het regentschap Muara Enim van de provincie Zuid-Sumatra, Indonesië. Air Asam telt 1673 inwoners (volkstelling 2010).